# Fastlife Mixtape Vol. 1
Fastlife Mixtape Vol. 1 è il primo mixtape del DJ producer italiano DJ Harsh e del rapper italiano Gué Pequeno, pubblicato nel 2006 dalla Produzioni Oblio.

## Descrizione
Interamente missato da DJ Harsh, Fastlife Mixtape Vol. 1 è costituito da venti brani, di cui la maggior parte sono stati incisi in duetto con numerosi artisti rap italiani, tra cui Marracash, Vincenzo da Via Anfossi, Jake La Furia, G-Max dei Flaminio Maphia, Inoki e Noyz Narcos.
Al mixtape hanno fatto seguito anche Fastlife Mixtape Vol. 2 - Faster Life, Fastlife Mixtape Vol. 3 e Fastlife 4, usciti rispettivamente nel 2009, nel 2012 e nel 2021.

## Tracce
1. Monster Weed Intro
2. Rompiossa
3. Bumaye
4. Stiamo fuori (feat. Marracash, Kleane)
5. Seconda famiglia (feat. Aban, Jake La Furia)
6. Sangue (feat. Chief)
7. Dogo Meets Prestigio Click (feat. Amir, Santo Trafficante, Don Joe)
8. Sgrilla Loverz (feat. G-Max)
9. La fetta (feat. Esa)
10. Traffico (feat. Montenero)
11. Scompensi (feat. Nex Cassel, Giamma, Killa Mazi)
12. Rap Quotables
13. Più pesante del cielo (feat. Inoki)
14. Nell'uragano (feat. Babaman)
15. Pizza Connection (feat. Ask, Royal Mehdy, Rischio)
16. Classe violenta (feat. Sgarra)
17. Smokin' Combo (feat. Jack the Smoker)
18. Rivelazioni (feat. Ted Bundy, Fat Fat Corfunk)
19. The Infamous Dogo Gang (feat. Vincenzo da Via Anfossi)
20. Mattoni (feat. Marracash, Noyz Narcos e Chicoria)